# Lucy Knight
Lucy Knight è un personaggio della serie televisiva E.R. - Medici in prima linea, interpretato da Kellie Martin.

## Storia del personaggio
Il personaggio di Lucy entra nel cast della serie a partire dalla quinta stagione e comincia la propria carriera all'interno del pronto soccorso del County General, come tirocinante affidata al dottor Carter. Durante il primo giorno deve fare molto lavoro: eseguire gli ordini della dottoressa Weaver, dare notizie delicate a una moglie e a una donna incinta e in più rimane chiusa in ascensore. 
Tanto talentuosa quanto goffa, Lucy tenta in tutti i modi di impressionare Carter, ma finisce inevitabilmente per creare più guai che altro. Carter se la prende con la ragazza quando scopre che gli ha mentito relativamente ad una fleboclisi, che Lucy non era in grado di fare, a cui seguono altri problemi quando durante una festa di Halloween organizzata dagli studenti di medicina, due ragazzi si ubriacano insieme a lei e rischiano di morire. Lucy e Carter in seguito si riconcilieranno e, alla fine, arriveranno anche ad avere una breve relazione sentimentale, che però Carter interromperà ritenendola poco etica. In un episodio i due girano tutta la città per rintracciare il padre di una bambina con un gruppo sanguigno rarissimo. Alla fine lo troveranno, ma sarà troppo tardi. In quell'episodio la ragazza rivela di essere stata cresciuta dalla madre e di non aver mai conosciuto il padre. Alla fine della quinta stagione, Carter scopre che Lucy assume il Ritalin per essere sempre attiva. La ragazza gli promette che smetterà di usarlo, ma non lo farà.
In un episodio, a Lucy viene assegnata Valerie Paige, una giovane paziente che necessita di un cuore nuovo. La ragazza rivolta tutto l'ospedale per raggiungere l'obiettivo, arrivando perfino ad andare a casa del dottor Romano (in vacanza), pur di convincerlo ad effettuare l'operazione. Inizialmente l'operazione va bene, ma poi il cuore ha un'infezione e Valerie finisce in coma cerebrale permanente. Da quel momento, comunque, Romano sembra affezionarsi a Lucy. Stringe amicizia anche con il dottor Malucci, che riesce a convincere ad assumersi la colpa di un'esplosione nella sala suture, della quale era stata ingiustamente accusata Cleo Finch (in realtà la Weaver scoprirà che non è stato nessuno di loro, ma l'esplosione è stata causata da una perdita di gas). Inoltre, in un momento di sconforto, viene consolata da Kovač, che la convince ad andare avanti.
Durante la sesta stagione, a Lucy viene affidato come paziente Paul Sobriki, uno studente di legge che manifesta segnali di instabilità mentale. Lucy richiede più volte un consulto psichiatrico, ma il dottor DeRaad, di psichiatria, non arriva. La ragazza allora chiede consiglio a Carter, che non le dà retta. Quella sera al pronto soccorso c'è una festa per San Valentino e Paul, approfittando della confusione, ruba un grosso coltello (che serve per tagliare la torta) dal salottino e attacca Lucy, che cade al suolo colpita al petto, alla gola e al ventre. Carter, entrato nella stanza per cercare la ragazza, trova un biglietto di San Valentino di Lucy e, mentre lo legge, viene aggredito alle spalle da Sobriki, che gli infligge due coltellate alla schiena. Caduto sul pavimento, vede oltre il letto il corpo di Lucy a terra. Dopo molte ore, la dottoressa Weaver entra per caso nella stanza e trova i due. Gli sforzi dei medici del pronto soccorso, ed in particolar modo della dottoressa Corday e del dottor Romano, sembrano avere buoni risultati su Lucy, ma le cose vengono peggiorate fatalmente da una massiccia embolia polmonare. Lucy chiede ad Elizabeth di lasciarla sveglia durante l'operazione ma, poco dopo, mentre la Corday si prepara, Romano si accorge che Lucy ha perso i sensi. I due dottori non si arrendono, ma Lucy muore alle 2:56 del 15 febbraio 2000, gettando nello sconforto l'incredulo staff dell'ospedale.
Quando Carter parla con la madre di Lucy dopo la sua morte, l'uomo le mente, dicendo che Lucy non ha sofferto. Carter rimpiange di non aver mai fatto capire a Lucy quanto la stimasse come medico. Due mesi dopo al pronto soccorso arriva una lettera per Lucy: se fosse sopravvissuta, sarebbe stata assunta nel reparto di psichiatria del County General Hospital.